# Platja del Bozo
La Platja del Bozo està en el concejo de Valdés, en l'occident del Principat d'Astúries (Espanya) i pertany al poble de Busto. Està en la Costa Occidental d'Astúries, a la franja que rep la catalogació de Paisatge Protegit de la Costa Occidental d'Astúries.

## Descripció
La seva forma és lineal, té una longitud d'uns 220 m i una amplària mitjana de 35 m. L'entorn és pràcticament verge i una perillositat mitjana. El jaç està format per palets i molt poques zones de sorres gruixudes i fosques i pedres de quars i pissarra. L'ocupació i urbanització són escasses.
Per arribar a la platja cal localitzar el poble més proper que és Busot i a més està al costat del cap Busto del que la separen uns 300 m per una carretera que va en adreça oest. A partir d'aquí cal estar molt atent a un camí semi amagat per la vegetació que ens dirigeix a la platja mitjançant una còmoda baixada. La platja no té cap servei i les activitats més aconsellades són la pesca submarina i l'esportiva a canya.